# Bộp
Bộp hay còn gọi quế bời lời, hậu phát (danh pháp khoa học: Cinnamomum polyadelphum) là loài thực vật có hoa trong họ Nguyệt quế. Loài này được (Lour.) Kosterm. miêu tả khoa học đầu tiên năm 1988.